# Żmijówka

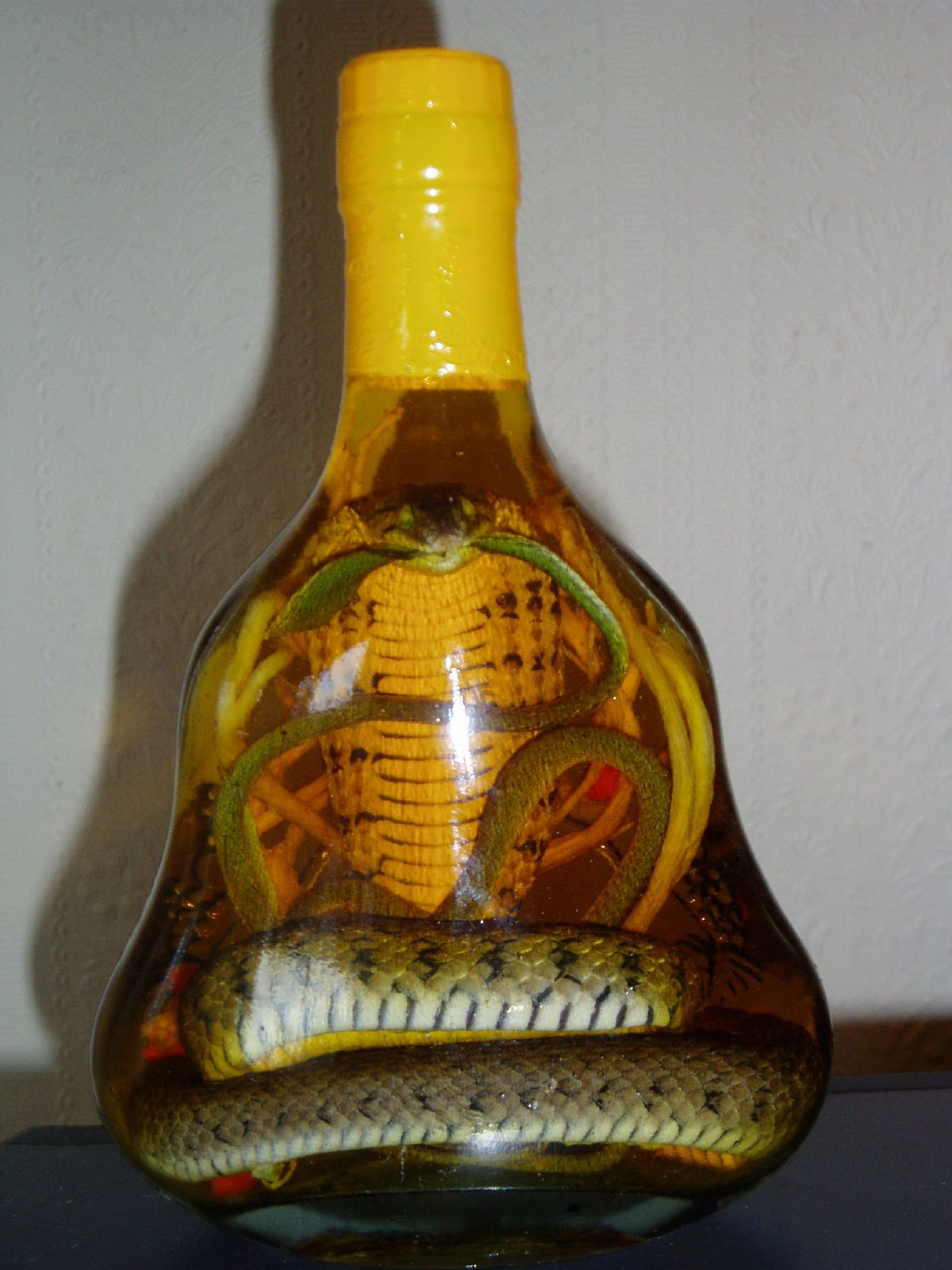
Nalewka na kobrze

Żmijówka (wiet. rượu rắn; chiń. 蛇酒; pinyin shéjiǔ) – nalewka alkoholowa, powstała przez macerowanie węża w mocnym alkoholu. Popularna zwłaszcza w Wietnamie i innych krajach Azji Południowo-Wschodniej oraz w południowej części Chin.

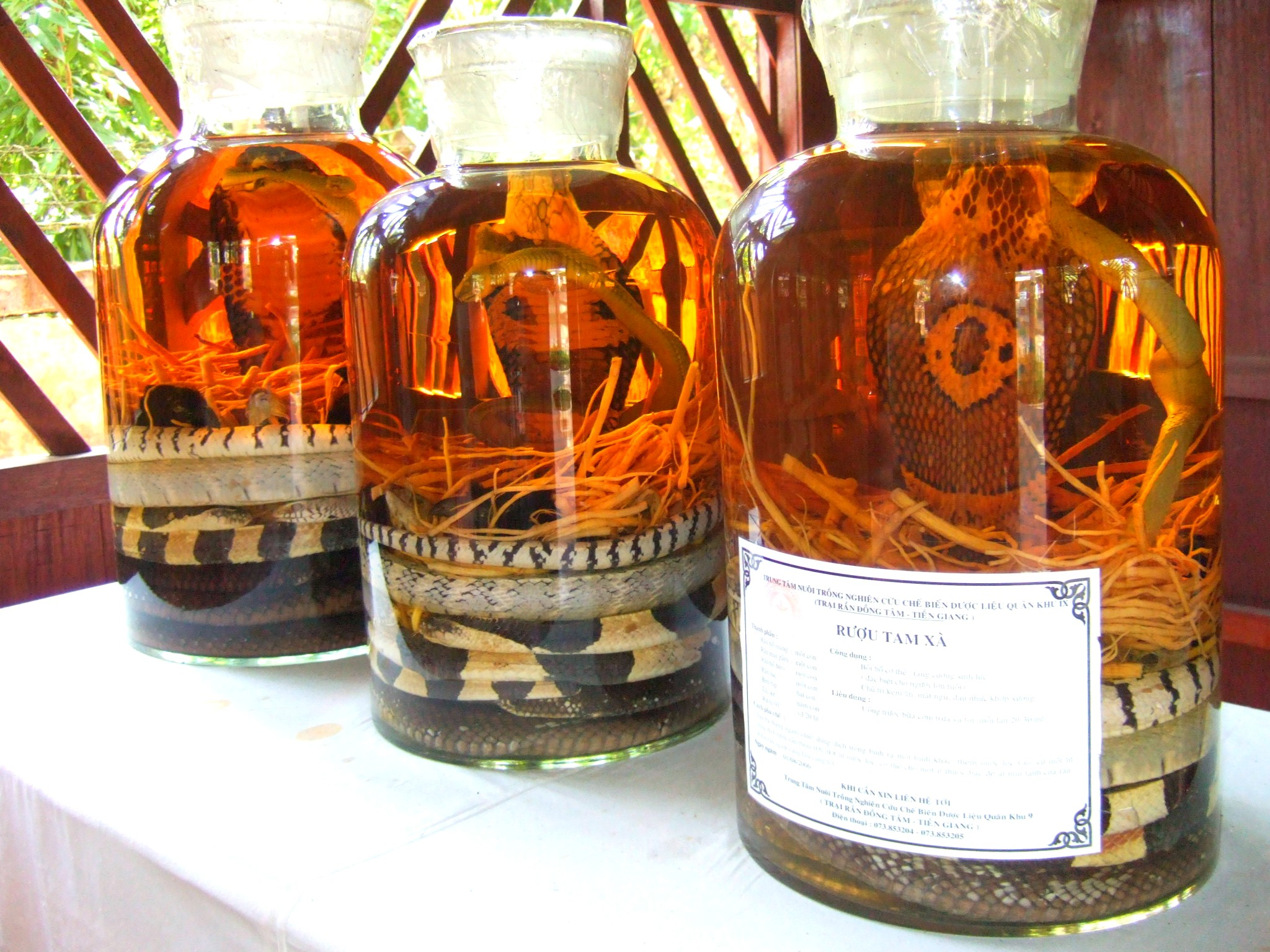
Wietnamska nalewka wężowa

Spożywanie węży w Wietnamie ma długowiekową tradycję. Związane jest z przekonaniem, że mięso i krew tych gadów posiada szczególne właściwości, pozytywnie wpływające na zdrowie, przedłuża młodość i daje szczególną moc odradzania się. Preferuje się gatunki jadowite. Zdarza się, że w jednej butelce znajduje się nawet do dziesięciu różnych gatunków węży.